# Jamilena
Jamilena è un comune spagnolo situato nella comunità autonoma dell'Andalusia.